# روحانية طبيعية

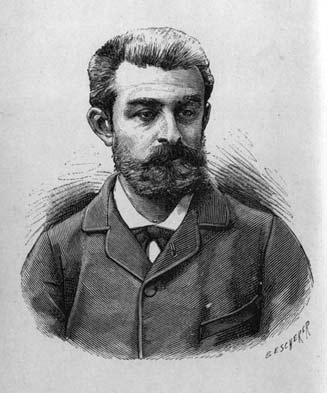

الروحانية الطبيعية (بالإنجليزية: Spiritual naturalism) أو الطبيعة الروحانية (بالإنجليزية: naturalistic spirituality) تجمع بين الطرق الدنيوية والروحانية في النظر إلى العالم. اقتُرحت الطبيعة الروحانية أول مرة بواسطة يوريس كارل هويسمانس عام 1895 في كتابه في الطريق.
«بعد بروزه كاتبًا خلال سبيعينات القرن التاسع عشر، سُرعان ما أثبت هويسمانس نفسه بين مجموعة الكُتاب الصاعدين المُنتمين للمدرسة الطبيعانية ومن بينهم إميل زولا رئيسًا معروفًا لهم. ومع رواية«هناك» (المنشورة عام 1891)، أبرز هويسمانس جماليات النهضة الروحية والاهتمام المعاصر بالسحر، وصاغ لأول مرة نظرية جمالية سعت لإرساء الدنيوية والروحانية: «الطبيعة الروحانية».
قبل فترة طويلة من صياغة مُصطلح الطبيعة الروحانية بواسطة هويسمانس، كان هناك دليل على وجود نظام للقيم الروحانية الطبيعية في فلسفة الرواقيين: «تتكون الفضيلة في وصية تتفق مع الطبيعة». 

## التسمية

### الروحانية
الروحانية (مُشتقة من أصل لاتيني spiritus وتعني «النفس أو الروح»، من spirare وتعني «التنفس»)، وهي مفهوم شامل يتعلق بالدين و«يؤثر على الروح والنفس الإنسانية، على عكس الأشياء المادية والجسدية». ومع وجود العديد من التعريفات المختلفة التي حاول العلماء تحديد معناها بالضبط، فقد يميل المصطلح إلى أن يكون له دلالة على نطاق واسع أكثر إيجابية من الدين في السنوات الأخيرة؛ بسبب «ارتباطه بالتجارب الشخصية مع المتعالي». يُنظر إلى هذا المصطلح على أنه أكثر إيجابية؛ نظرًا إلى وجود اتجاهات نحو التميز الفردي، وقُدمت العديد من التعريفات المختلفة للمفهوم بواسطة أفراد مختلفين، ومن غير المرجح أن يرضي أي منهم الجميع.
في الحقيقة، فالمصطلح واسع جدًا، ويعتمد كثيرًا على هوية مستخدمه وكيف يستخدمه، ولماذا؟ ومتى؟ وفي أي سياق تحديدًا، فتخلى البعض عن محاولة إعطائه تعريفًا شاملًا، مدعين فقط أنه يعني شيئًا مختلفًا لكل من استخدمه. وربما يوجد تعريف سياقي أقل أهمية في كلمات كينيث بارغامنت، الذي يرى أن الروحانية هي «البحث عن المقدس» لكل فرد.

### الطبيعانية
الطبيعانية (مشتقة من الكلمة اللاتينية natura، وتعني «الولادة، والطبيعة والجودة»، وهي «الفكرة أو الاعتقاد بأن القوانين والقوى الطبيعية وحدها (على العكس من القوانين الخارقة للطبيعة أو الروحانية) التي تؤثر operate في العالم». برز ذلك المعتقد بشكل خاص في أمريكا، واعتُبر أداة قيمة في المساعي العلمية لاكتشاف القوانين الطبيعية للكون؛ لأنه كان يُعتقد أن كل شيء يمكن تفسيره عبر اللغة والقوة التجريبية المُوضحه للتجربة العلمية.
مع ذلك، عند إعطاء الدين تعريفًا يتضمن البحث عن حقائق الكون، فلن يشكل نقصًا فيه بالضرورة، إذ يمكن وصف الطبيعانية على هذا النحو. يمنح الباحث جيروم أ. ستون تعريفًا يوجب «تركيز الاهتمام على أحداث هذا العالم وعملياته لتوفير درجة ممكنة من التفسير والمعنى لهذه الحياة».
يجد التنوع الروحاني أساليب للتوفيق بين مشاعر الرهبة والتجربة الدينية، مع فكرة أن كل شيء طبيعي تمكن دراسته باستخدام طرق قابلة للتطبيق على دراسة الطبيعة، بما في ذلك موقع البشرية من الكون. 

## المنشأ
الروحانية الطبيعية هي مجموعة متنوعة من وجهات النظر الفلسفية والدينية للعالم، وهي طبيعية من وجهة نظرهم الأساسية ولكن لديهم آراء روحانية ودينية أيضًا. ومن بين الأشكال الحديثة للروحانية الطبيعية: الطبيعانية الدينية، والإنسانية الدينية، ثنوية الوجود، والطبيعانية الإنسانية الدينية. ينطبق المصطلح أيضًا على بعض (الطبيعيين) الوثنيين، والصيروريين، والعديد من الطاويين، وعدد من الهندوس، ومجموعة متنوعة من المفكرين المستقلين غير المنتسبين، الذين يعتمدون في تجربتهم الروحية مباشرةً على الطبيعة نفسها بدلًا الآلهة التقليدية والخوارق الطبيعية (مثل الأبيقوريين). تتشابه بعض التوجهات في المعتقدات الدينية لدى بعض التجمعات اليهودية الليبرالية، والأصدقاء (الكويكرز) غير المؤمنين، والموحدين المسيحيين.
تشمل التحديات الجوهرية لحركة الطبيعة الروحانية بأشكالها المختلفة حاليًا تأسيس فهم توفيقي للمصطلحات المُبهمة مثل: الروحانية والطبيعانية. يحتاج الاختلاف في إيضاح الفرق بين ما هو ديني، وروحاني، وإنساني، وطبيعياني، والإرادة الحرة، والجبرية إلى توافق في الآراء. بالإضافة إلى أن الطبيعة الفردية وتفكير العديد من أتباعها يمنع تنظيم مجتمعات متماسكة. وعلى الرغم من ذلك، يسلط المؤلفون الجدد (أورسولا غوديناف، وتشيت رامو، وكارل إي. بيترز، ولويال رو، وستيوارت كوفمان) الضوء على النموذج عبر كتاباتهم الطبيعانية.
رفض بعض اللاهوتيين الحديثين ذوي التوجهات الليبرالية بعض الادعاءات التاريخية لبعض مذاهب الكتاب المقدس الخارقة للطبيعة، وانتقلوا إلى أشكال أكثر تقدمية من المسيحية واليهودية تشبه تلك الأشكال الألوهية الطبيعيانية. من الأمثلة على ذلك: مردخاي كابلان، وجون شيلبي سبونج، وبول تيليش، جون آرثر توماس روبنسون، ويليام موري، وغوردون د. كوفمان. وانضم بعض من أنصار التدين الصيروري لتلك الحركة.

## التوجهات
يتنوع دعاة الطبيعة الروحانية في توجهاتهم تبعًا لتوجهاتهم الدينية، مثل: الربوبية، والألوهية (أو لاهوت الصيرورة)، واللاألوهية، والإلحاد، وغيرها من التوجهات الأخرى غير المحصورة. يشكل اللاأدريون أو الملحدون الغالبية العظمى، بينما يفضِّل الكثيرون عدم تصنيفهم. على أي حال، يوجد اختلاف كبير في الآراء حول كيفية معالجة مسألة الإله؛ فهناك من يراه عملية إبداعية داخل الكون، وهناك من يعرفه بأنه مجمل الكون، وهناك من يستخدمه بطرق مجازية، وهناك من لا يحتاجون إلى استخدام مفهوم الإله ولو على سبيل الاستعارة، وهناك من يعلنون الإلحاد، ولا يعترفون بوجود هذا الكيان على الإطلاق، فيرفضون استخدام المصطلح في حد ذاته.
تهتم الطبيعة الروحانية بشكل أساسي بإيجاد طرق للولوج إلى المشاعر الروحانية التقليدية دون إدراج أي عناصر خارقة للطبيعة قد تتعارض مع العلم والطبيعانية الواسعة. يعتقد أتباع الطبيعة، بكل تمايزها وعجبها أنها كافية في حد ذاتها لاستنباط الاستجابات الفكرية والعاطفية المرتبطة بالتجربة الروحانية، ولا حاجة إلى الإيمان بالمفهوم التقليدي لـ«الإله» أو الأفكار المشابهة لذلك.
عادةً ما يكون أتباع المذهب الطبيعياني الروحاني ذوي اتجاهات علمية في معظم الجوانب، لكنهم يختلفون عن علماء الطبيعة الآخرين؛ إذ يعتقدون أن التخلي عن الخرافات لا يستلزم بالضرورة التخلي عن الروحانية. ينظر أتباع الطبيعيانية الروحانية إلى التجربة الفكرية العاطفية لكيان أكبر من الذات على أنها ظاهرة ذات قيمة مستديمة، إذ يمكن اعتبار الروحانية «استجابة عاطفية للواقع».

## أمثلة دينية

### اليهودية
الأفكار الطبيعية الروحانية هي الأكثر انتشارًا في اليهودية التعميرية: وهي حركة يهودية حديثة قائمة على أفكار مردخاي كابلان. يؤكد اليهود التعميريون على أن اليهودية ثقافة ودين يتطور باستمرار ويتكيف مع الحداثة. فلا يُنظر إلى الله على أنه كائن خارق للطبيعة، ولكن كأن «ممارسته واضحة اللطف والعدل والبر على الأرض». فمفهوم إعادة إعمار الله يتوافق مع تأكيد الطبيعة الروحانية بعدم وجود خارق للطبيعة، فالروحانية جلية في العالم المادي. يؤكد كابلان أيضًا على أن «حقيقة الله من الآن فصاعدًا يجب أن تُفحص من خلال دور الضمير في سلوكيات البشر والأمم». فبالنسبة إلى كابلان واليهود التعميريين، الله هو الوعي الجماعي للمجتمع اليهودي لا خارقًا آخر للطبيعة. ويسعى المرء لمعرفة الله، ومعرفة الله هي معرفة كيفية العيش أخلاقيًا.

### المسيحية
تندر الطبيعانية في المسيحية مقارنةً بما هي عليه في بعض الأديان الأخرى بسبب شدة الإيمان بكيان الله، بالأخص الممثلة بشخصية يسوع المسيح. يفترض بعض العلماء أنه لن تغلَب الميول التجسيمية في هذا الدين في المستقبل القريب، ويرجع ذلك جزئيًا إلى أن الفئات الخارقة للطبيعة متوافقة تمامًا مع موقفنا الحالي تجاه الطبيعة: تميل المجتمعات الغربية إلى اعتبار الطبيعة شيئًا يُستخدم لا شيئًا تشعر تجاهه بالرهبة الدينية.
مع تطور الفكر العلمي والاكتشافات في التطور والفيزياء وما إلى ذلك، تشكلّت تحديات بالنسبة للعالم المسيحي. ومع مرور الوقت، وُجدت أفكار مختلفة حول كيفية التوفيق بين هذه الحقائق العلمية مع الحقائق اللاهوتية للمذاهب المسيحية. فهناك نظرية الكون الآلي  الشهيرة، التي تنص على أن الله جعل الكون يتحرك في مسار ميكانيكي مُحدد مُسبقًا؛ ومع ذلك، فقدت النظرية شعبتيها بعد اكتشافات عدة حول الطبيعة الاحتمالية للكون. هناك أيضًا فكرة أن الله يتدخل بشكل غير طبيعي لإخفاء كل ما هو خارق للطبيعة، فربما ذلك على المستوى الكمومي، حيث لا يمكن للعلماء تحديد أي شيء بدقة. فيصبح كل شيء يسعى العلماء من أجله مُزحة. 
الفهم الآخر، هو أن فكرة كون كلتا الحقيقتين متزامنتين تأتي من آيات العهد الجديد: «في البدء كان الكلمةُ، والكلمة كان عند الله، وكان الكلمة اللهَ. هذا كان في البدء عند الله. كلّ شيء به كان، وبغيره لم يكنْ شيءٌ ممّا كان».
يُمكن تفسير ذلك على أن كلمة الله ليس هو ذاته الله، فلا يتمثل التجلي الأمثل للإله في كيان الله مباشرة، بل يتجسد في المخلوقات الدالة على الخالق.
على حد تعبير رودولف برون «لا يدعي الوحي المسيحي أن الخلق وظيفة اختص بها الإله وامتدت من كيانه. بل إن كلمة الله الذي لم يزل هو الله، هو الذي مُنح للخلق. إنها هبة تُفوَّض للوجود ليكون على ما هو عليه».
يسمح هذا لله، أن يكون كل شيء (الواحدية) وفي كل شيء (وحدة الوجود) دون أن تكون أي من من تلك الحالات صحيحة. إنها تسمح للإيمان المسيحي بالله برؤية شاملة حيث لا يوجد طريق مُحدد سلفًا للكون؛ لأن الله أحب العالم لدرجة أن الكلمة مُنح بحرية لتتشكل الطبيعة بكل إبدعاتها وحريتها.

### الطاوية
يُشير مصطلح طاو Tao إلى «الطريق» أو «المسار» أو «المبدأ»، ويُمكن العثور عليه في الفلسفات والأديان الصينية إضافةً إلى الطاوية. ومع ذلك، يُشير الطاو إلى شيء يُمثل كل ماهو موجود، والقوة الكامنة وراءه. قد تختلف خصائص الطاوية وأخلاقيتها حسب المدرسة، ولكنها تميل بشكل عام إلى التأكيد على وو وي Wu-Wei (أي العمل عبر عدم الفعل) و«الطبيعانية» والبساطة والعفوية والكنوز الثلاثة: الرحمة والاعتدال والتواضع. وعلى الرغم من أن الطاو مُتجاوز في النهاية، فإنه جوهري أيضًا. في هذا المعنى الثانوي، هو طريق الكون، والقاعدة، والإيقاع، والقوة الدافعة في كل الطبيعة، ومبدأ الترتيب وراء كل الحياة. 
«يمكن التحدث عن طاو، ولكن ليس عن أبدية الطاو.
تمكِن تسمية الأشياء، لكن ليس بمسميات أبدية، كالجنة والأرض، وهي مسميات مجهولة:

فتبدو «أمًا» لكل الأشياء القابلة للتسمية». 

### البوذية
«بطريقة ما، يُمكن النظر إلى الطبيعة الروحانية على أنها شكل من أشكال البوذية الفلسفية. فهناك العديد من المدارس والطرق لفهم البوذية وممارستها. يُمكن تفسير الكثير من المفاهيم البوذية بعبارات طبيعية. ألهمت البوذية بالتأكيد الطبيعة الروحانية للممارسات التأملية والذهنية والتعاطفية وأكثر من ذلك. لذلك، هناك الكثير من التداخل من الناس بين البوذيين وعلماء الطبيعة الروحانين». ويتجذر الطريق النبيل الثماني والمبادئ الخمسة للبوذية في العلاقة الصحيحة بين التعصب، والأخلاقيات، والممارسات التي تتوافق مع الطبيعة.